# Lakshadweep
Lakshadweep (Lakṣadvīpⓘ, Lakshadīb), trước đây gọi là quần đảo Laccadive, Minicoy, và Aminidivi, là một cụm đảo trong biển Laccadive, cách bờ biển tây nam Ấn Độ lục địa 200 đến 440 km (120 đến 270 mi). Đây là một lãnh thổ liên quan và được quản lý trực tiếp bởi Chính phủ Liên bang Ấn Độ. Nó cũng được gọi là quần đảo Laccadive, dù về địa lý đó chỉ là một phân nhóm đảo. Cái tên Lakshadweep bắt nguồn từ Lakshadweepa, có nghĩa là "một trăm nghìn hòn đảo" trong tiếng Phạn. Cụm đảo này tạo nên lãnh thổ liên bang nhỏ nhất Ấn Độ, với tổng diện tích chỉ 32 km2 (12 dặm vuông Anh). Vùng đầm phá rộng 4.200 km2 (1.600 dặm vuông Anh), vùng lãnh hải trải ra trên diện tích 20.000 km2 (7.700 dặm vuông Anh) còn vùng đặc quyền kinh tế là 400.000 km2 (150.000 dặm vuông Anh). Vùng này tạo thành một huyện duy nhất với 10 cấp đơn vị hành chính con. Kavaratti đóng vai trò thủ phủ. Lakshadweep là phần bắc của chuỗi quần đảo Lakshadweep-Maldives-Chagos, mà cũng là những đỉnh của một dãy núi ngầm dưới biển, gọi là sống núi Chagos-Laccadive.
Mười hòn đảo có người sống. Theo thống kê 2011, dân số Lakshadweep là 64.473 người. Đa số là người Hồi giáo theo trường phái Shafi của dòng Sunni. Hầu hết cư dân là người Malayali giống với ở bang lân cận Kerala. Họ chủ yếu nói tiếng Malayalam, còn tiếng Mahl là ngôn ngữ chính trên đảo Minicoy. Các công việc làm chính là đánh cá và trồng dừa, trong đó cá ngừ là mặt hàng xuất khẩu chính.